# نيوتن أدواكا
نيوتن أدواكا (مواليد سنة 1966) (بالإنجليزية: Newton Aduaka)‏ صانع أفلام نيجيري مقيم في إنجلترا.

## مسيرته
وُلد نيوتن أدواكا في شرق نيجيريا عام 1966، ونشأ في العاصمة لاغوس، حيث استقرت عائلته بعد الحرب الأهلية النيجيرية.
في عام 1985، انتقل إلى لندن لدراسة الهندسة، لكنه اكتشف السينما والتحق بمدرسة لندن للسينما. تخرج في عام 1990، وكتب العديد من السيناريوهات ونشر القصص القصيرة، بينما كان يعمل في نفس الوقت كمهندس صوت.
في عام 1997، أسس رُفقة (Maria Elena Labbate) شركة الإنتاج (Granite Filmworks)، حيث أنتج وأخرجه فيلم (On the Edge)، والذي حصل على جائزة أفضل فيلم قصير في مهرجان الفيلم الأفريقي الثامن في ميلانو سنة 1998، وكذلك جائزة أفضل فيلم قصير في المهرجان الأفريقي للسينما والتلفزيون في واغادوغو (فيسباكو) سنة 1999.
في عام 2001، صدر فيلمه الطويل الأول (Rage) في دور العرض في بريطانيا. وقد حصل على العديد من الجوائز.
في عام 2002، انتقل نيوتن أدواكا إلى باريس حيث أقام لأول مرة في (Cinéfondation) في مهرجان كان السينمائي. في العام نفسه، قدم فيلمه القصير (Funeral) في أسبوع المخرجين في مدينة كان.
في عام 2006، أخرج فيلم (Ezra)، وهو قصة خيالية عن جندي سيراليوني طفل تم استدعاؤه للمثول أمام لجنة الحقيقة والمصالحة. تم تقديمه كعرض عالمي أول في يناير 2007 في مهرجان صاندانس السينمائي. وقد فاز بالعديد من الجوائز، بما في ذلك جائزة ينينجا الذهبية (الجائزة الكبرى) في المهرجان الأفريقي للسينما والتلفزيون في واغادوغو.
في يناير 2008، أنشأ نيوتن أدواكا في باريس، مع صانعي الأفلام ألان غوميس وفاليري أوسوف والممثلة دلفين زينغ، شركة الإنتاج (Granit Films).
في فيسباكو 2013، فاز نيوتن أدواكا بجائزة النقاد الأفارقة عن "One Man's Show".

## روابط خارجية
- نيوتن أدواكا على موقع IMDb (الإنجليزية)
- نيوتن أدواكا على موقع روتن توميتوز (الإنجليزية)
- نيوتن أدواكا على موقع ألو سيني (الفرنسية)
- نيوتن أدواكا على موقع أول موفي (الإنجليزية)
- نيوتن أدواكا على موقع قاعدة بيانات الأفلام السويدية (السويدية)
- نيوتن أدواكا على موقع قاعدة بيانات الفيلم (الإنجليزية)
- نيوتن أدواكا على موقع كينوبويسك (الروسية)